# La Guaneña
La Guaneña es una canción tradicional del sur de Colombia y también un personaje literario de una novela inédita. Es conocida por ser un bambuco guerrero y por su importancia en la historia y la cultura del Departamento de Nariño. La obra literaria asociada se titula «La Guaneña-Bolsicona.- Sahumadora - Ñapanga» y fue escrita en 1962 por Jose Gonzalo Páez (1930-2010).

## Origen musical
La Guaneña se origina en las tierras del sur de los Andes colombianos, actualmente la región andina del departamento de Nariño y el norte de Ecuador. Es una tonada de guerra, alegre y a la vez nostálgica, que ha sido interpretada en diversos ritmos, siendo su versión más difundida la de un bambuco.  
La canción se popularizó por la facilidad de sus acordes y la sencillez de su letra, la cual ha ido aumentando con el correr de los años. Algunos investigadores han intentado atribuirle autoría a determinados compositores y autores; sin embargo, su verdadero origen se pierde en la tradición oral, que constituye una de las fortalezas culturales del sur de Colombia.  
Una de las teorías sobre el origen del término «guaneña» sostiene que, durante la guerra de Independencia, se utilizaba para designar a las ñapangas o mujeres del pueblo que acompañaban a las tropas realistas como cantadoras, cocineras, bailadoras y compañeras, y que incluso empuñaban el fusil en los combates. La evidencia documental no es concluyente, pero sí existe certeza de su origen como bambuco.  
La Guaneña es considerada un bambuco guerrero y, junto con el Miranchurito, uno de los más antiguos de la región de los que se tenga conocimiento. Fue utilizada como himno guerrero por las tropas pastusas en múltiples batallas. Los habitantes de Pasto la entonaban desde 1809, cuando los patriotas quiteños invadieron Pasto, durante la primera batalla de la Independencia en la tarabita de Funes, donde hubo prisioneros en ambos bandos. Desde entonces algunos pastusos realistas la adoptaron como propia y la interpretaron en las sucesivas batallas de la Independencia.  
Los sones de esta canción resonaron entre las huestes de don Basilio Modesto García en la Batalla de Bomboná contra Simón Bolívar. Posteriormente, según la versión del coronel Manuel Antonio López, fue interpretada por la banda del Batallón Voltígeros de la Guardia durante la Batalla de Ayacucho, animando la victoria patriota que selló la independencia americana. Finalmente, volvería a escucharse en la Batalla de Cuaspud contra la invasión ecuatoriana de 1863, enardeciendo a los combatientes pastusos.
En el siglo XX, la canción también fue interpretada durante la Guerra de los Mil Días y la Guerra colombo-peruana de 1932.
En 2007, la Orquesta Filarmónica de Bogotá incluyó esta pieza en el álbum ganador del Grammy Latino 2008 al mejor álbum instrumental, con arreglos de Fabio Londoño.

## Origen literario
La novela inédita «La Guaneña-Bolsicona.- Sahumadora - Ñapanga» fue escrita en marzo de 1962 por José Gonzalo Jose Gonzalo Páez. El manuscrito original fue recuperado en marzo de 2024 gracias a Magdalena Mejía, esposa del escultor Cruz Elías Ribadeneyra, nativo de San Antonio de Ibarra.
Gracias a la inteligencia artificial fue posible recuperar dos páginas del manuscrito y se logró identificar su contenido.

## Contexto histórico y familiar de la protagonista
La historia narra la migración a Ibarra de la familia de Joaquín Imbaquingo desde Guano, Provincia de Chimborazo, cerca de Riobamba, alrededor de 1880. La protagonista, Lola Imbaquingo, era muy pequeña y la familia se dedicaba al comercio de naranjas del sector de Tungurahua. Para evitar los peligros de la ciudad, se asentaron en Caranqui, siendo aceptados por los vecinos, conocidos como «los guaneños» o «los puendos del sur».

## La vestimenta y cultura de la Guaneña

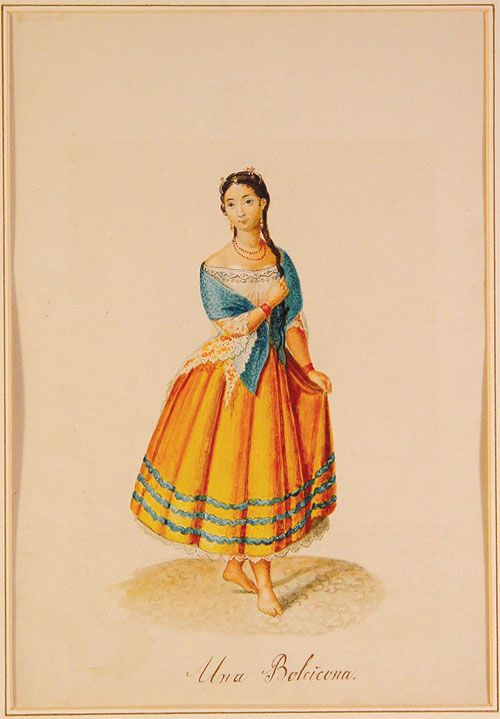
Bolsicona

La vestimenta de Lola incluye un centro, transición entre el vestido de anaco y el vestido de chola, con una gran falda de bayeta llamada «bolsicona». Esta prenda y las mujeres que la usaban cumplían diferentes funciones sociales en el Virreinato y la época republicana.

## Fragmentos de la novela
| «Las gentes la miraban, los jóvenes guiñaron el ojo, las "ñapangas" se horrorizaron; y, las ancianas… Uhh, ¡esas señoras que son viejas y que parece que nunca fueron jovencitas, drásticas y censuradoras! Son ellas las que comentan los pecados de su pueblo. ¡Viejas chismosas! —¿Por qué no se verán sus rabos? —dijo a sus adentros, la «Guaneña», la «Ñapanga», la «Bolsicona»… y en voz entrecortada dijo: «Pasque… voy a donde tío Cristóbal; a Popayán».» |

## Letra de la canción
Son múltiples y variadas las letras de la canción, recogidas de cancioneros populares del departamento de Nariño.